# Maddy Janssen
Maddy Janssen (Best, 1990) is een Nederlands (sport)presentatrice bij Ziggo Sport. Voorheen was ze werkzaam als presentatrice en verslaggever bij PSV TV.

## Carrière
Janssen studeerde in 2013 af aan de opleiding musicaltheater aan de Fontys Academy of the Arts. Hierna stond ze in een show van Debby & Nancy op de Belgische televisiezender VTM. Ook deed ze mee aan de Musical van Vlaanderen. 
Janssen besloot voor een carrière als presentatrice te gaan. Haar eerste presentatieklus was het voetbalprogramma Betweters. Daarnaast begon ze als freelance presentatrice van PSV TV, waarvoor ze te zien was op ESPN. Tijdens de huldiging van PSV in 2024 na het kampioenschap ging een interview van Janssen met middenvelder Guus Til viraal. In 2023 wist Janssen ook in een interview met Noa Lang de aanvaller van PSV tot tranen te roeren. Janssen was tot mei 2025 te zien op televisiezender ESPN, dat besloot om te stoppen met het uitzenden van PSV TV.
Sinds eind 2024 is Janssen te zien als presentatrice op Ziggo Sport, waar ze meerdere programma's presenteert samen met Hélène Hendriks.

## Privé
Janssen is de dochter van voormalig PSV voetbalspeler en eenmalig Nederlands elftal international Willy Janssen. Haar broer Tim Janssen is eveneens voetballer.